# Igor Matovič
Igor Matovič (sinh ngày 11 tháng 5 năm 1973) là một chính trị gia và là Thủ tướng đương nhiệm của Slovakia. Sinh ra ở Trnava, ông đã học tại Đại học Comenius và đã mở cơ sở kinh doanh ngành xuất bản.
Matovič đã thành lập phong trào Ordinary People (Slovakia) (Obyčajní udia) mà đã tiếp tục có tên trong danh sách ứng viên chống tham nhũng và có khuynh hướng chính trị trung hữu. Ông được bầu vào Hội đồng Quốc gia năm 2010 và đã chiến thắng trong danh sách Đảng Tự Do. Những chiến dịch chống tham nhũng của ông  được vạch ra bằng cách "gây chú ý để soi sáng lên sự hối lộ" đặc biệt tập trung vào các đặc quyền của quốc hội và hối lộ.
Matovič được bầu lại vào năm 2020, đảng của ông có đủ số ghế để tham gia vào một chính phủ liên minh với ba đảng trung tâm và cánh hữu khác. Những lựa chọn của Matovič cho nội các của ông đã được Tổng thống Zuzana Čaputová chấp nhận và ông được bổ nhiệm làm thủ tướng vào ngày 21 tháng 3 năm 2020.

## Thời trẻ và sự nghiệp kinh doanh
Igor Matovič được sinh ở Trnava vào 11 tháng 5 năm 1973. Trong năm 1993, ông đã bắt đầu học tại khoa Quản trị tại Đại học Comenius, đã tốt nghiệp năm 1997. Ông đã thành lập một cơ sở kinh doanh năm 1997 và đã làm việc như giám đốc điều hành của nhà xuất bản Tranva từ 2002 tới 2010. Matovič  sau đó chuyển giao kinh doanh cho vợ ông, Pavlína. Tạp chí AFP đã miêu tả ông như là một triệu phú tự thân kì quặc và cựu ông chủ truyền thông người đã trở thành "một người am hiểu truyền thông nhưng là chính trị gia khó đoán".

## Sự nghiệp chính trị
Năm 2010, Matovič đã thành lập phong trào công dân Ordinary People (Obyčajní ľudia), phong trào nói chung là theo chính trị trung hữu và đã nhấn mạnh chống tham nhũng. Matovič đã quảng bá phong trào công dân bằng cách sử dụng những tờ rơi được phân phát bởi công ty xuất bản của gia đình ông.Cùng với 3 thành viên sáng lập tổ chức Ordinary People, ông đã lần đầu tiên thắng cử tại cuộc bầu cử 2010 trên danh sách Đảng Tự Do (Freedom and Solidarity). Ông đã họp trong cuộc họp SaS cho đến tháng 2 năm sau, khi ông đã ủng hộ đề xuất của đảng đối lập Smer hạn chế lên Đa quốc tịch. Sự chống đối của Matovic tới quan điểm của chính phủ đã dẫn tới SaS bị loại bỏ khỏi liên minh. Năm 2011, chính phủ thủ tướng Iveta Radicova tan rã, sự kiện đã dẫn tới cuộc bầu cử mới năm 2012. Lãnh đạo bởi Matovic, Ordinary People đã được khôi phục trở thành OĽaNO (Ordinary People and Independent Personalities), một đảng chính trị độc lập. OĽaNO đã thắng 8,55% và 16 ghế. Ông đã tạo thành phe đối lập khi ông đã miễn cưỡng làm việc với Đảng Xã hội dân chủ (Smer-SD).
Với tư cách lãnh đạo của OĽaNO, Matovic đã thu hút sự chú ý bởi những chiến dịch chống lại tham nhũng. Để chống lại quyền miễn trừ của nghị sỹ, ông đã đỗ xe lên một lề đường và chưng ra giấy miễn trừ nghị viện tới cảnh sát, người cảnh sát đã cố gắng kéo chiếc xe đi; để chống tham nhũng, ông đã thực hiện một sự kiểm tra bằng máy dò nói dối mà đo được ông đã không bao giờ chấp nhận tham nhũng. Tuy nhiên, Robert Fico đã buộc tội sự sai trái của Matovic trong việc tác động một vụ giao dịch giả của việc kinh doanh ngành xuất bản cho 122 triệu koruna Slovak tới nhân viên  Pavel Vandák, người đã có khả năng đã nhận được tiền từ một tài khoản nội bộ. Matovic đã phủ nhận điều đó.

## Thủ tướng Slovakia
Đảng OĽaNO của Matovič's đã nhận được đa số phiếu trong cuộc bầu cử nghị viện Slovak 2020 vào 29  tháng 2 năm 2020, thắng 53 ghế trong 150 thành viên Hội đồng Quốc gia với 25,02% phiếu bầu. Tham nhũng là một vấn đề chính trong cuộc bầu cử, thứ đã giúp Matovic, người đã định vị lâu dài bản thân mình như là một nhà hoạt động chống - tham nhũng. Vào 13, tháng 3, Matovic đã phát biểu rằng ông đã đạt được một thỏa thuân cho một chính phủ liên minh với những đảng phái trung và cánh hữu, mặc dù họ đã không đồng ý lên một chương trình chính phủ chung. Ông đã không tiết lộ những lựa chọn của bản thân cho nội các mới. Matovic đã đệ trình lựa chọn nội các của ông tới nữ Tổng thống Zuzana Čaputová vào 16 tháng 3; bà đã chấp thuận tất cả những sự bổ nhiệm. Thành phần nội các mới đã được tiết lộ vào 18 tháng 3 và được tuyên thệ nhận chức vào 21 tháng 3.